# Lili bliver vred
|  | Denne artikel er oprettet af botten Steenthbot ud fra en ekstern database. Den kan derfor have sproglige fejl eller mangler. Denne skabelon kan fjernes efter kontrol af indholdet. |

Lili bliver vred er en dansk animationsfilm fra 2015 instrueret af Siri Melchior.

## Handling
Lili bliver vred. Lili er en hund i dag, hun kan gø og så er hun sulten. Hun finder mad i køkkenet, men Vovvov mener at det er hans madskål og vil ikke dele. Men hvis det handler om at blive vred og bide, ja, så kan Lili sagtens være med. Men det er ikke sjovt at være vred. Det er bedre at blive gode venner igen. Lili er en serie af film om at være 3 år.